# Tetragonia rangeana
Tetragonia rangeana är en isörtsväxtart som beskrevs av Adolf Engler. Tetragonia rangeana ingår i släktet tetragonior, och familjen isörtsväxter. Inga underarter finns listade i Catalogue of Life.